# 小行星6578
小行星6578（英語：6578 Zapesotskij）是一颗围绕太阳公转的小行星。1980年10月13日，塔瑪拉·米哈伊洛夫那·斯米爾諾娃在克里米亚发现了此天体。
这颗小行星的绝对星等为240.7023127705048等。